# Myoxanthus serripetalus
Myoxanthus serripetalus là một loài thực vật có hoa trong họ Lan. Loài này được (Kraenzl.) Luer mô tả khoa học đầu tiên năm 1982.